# Andrena crecca
Andrena crecca är en biart som beskrevs av Warncke 1965. Andrena crecca ingår i släktet sandbin, och familjen grävbin. Inga underarter finns listade i Catalogue of Life.